# Aframomum corrorima
Aframomum corrorima es una especie de planta de la familia Zingiberaceae. La planta es nativa de Tanzania, el oeste de Etiopía (en vecindades del lago Tana y Gelemso), suroeste de Sudán y oeste de  Uganda. Se la cultiva tanto en Etiopía como en Eritrea.
El condimento denominado korarima, cardamomo de Etiopía, o falso cardamomo, se obtiene procesando las semillas de la planta (una vez secos), y es muy utilizado en la gastronomía de Eritrea y de Etiopía.  Es uno de los ingredientes del berbere, mitmita, awaze, y otras mezclas de condimentos, y también se lo utiliza para aromatizar el  café.  En la medicina natural de Etiopía, se utilizan las semillas como tónico, carminativo, y laxante.

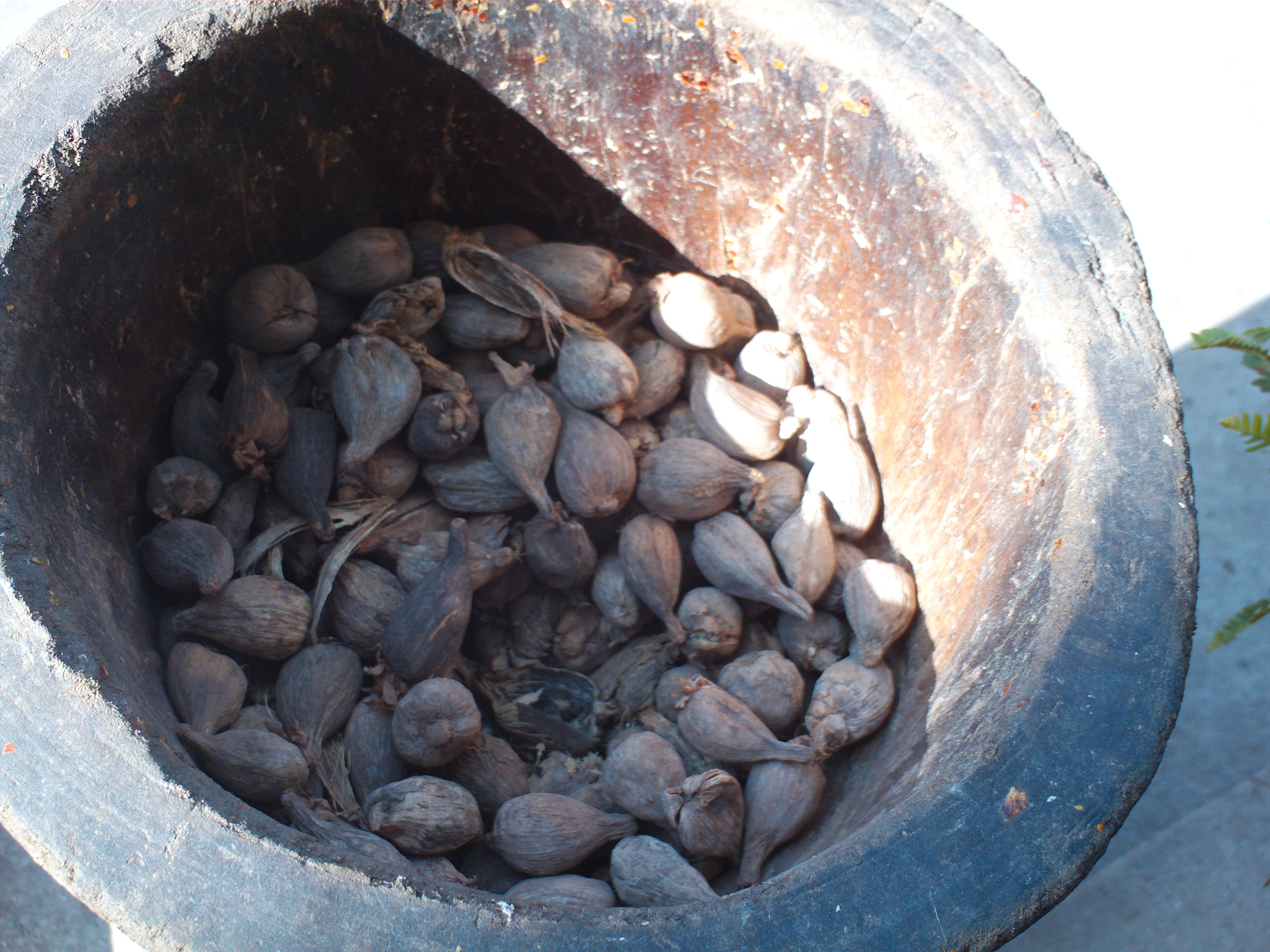
Frutos de Kororima en un cuenco para ser pulverizados y molidos.
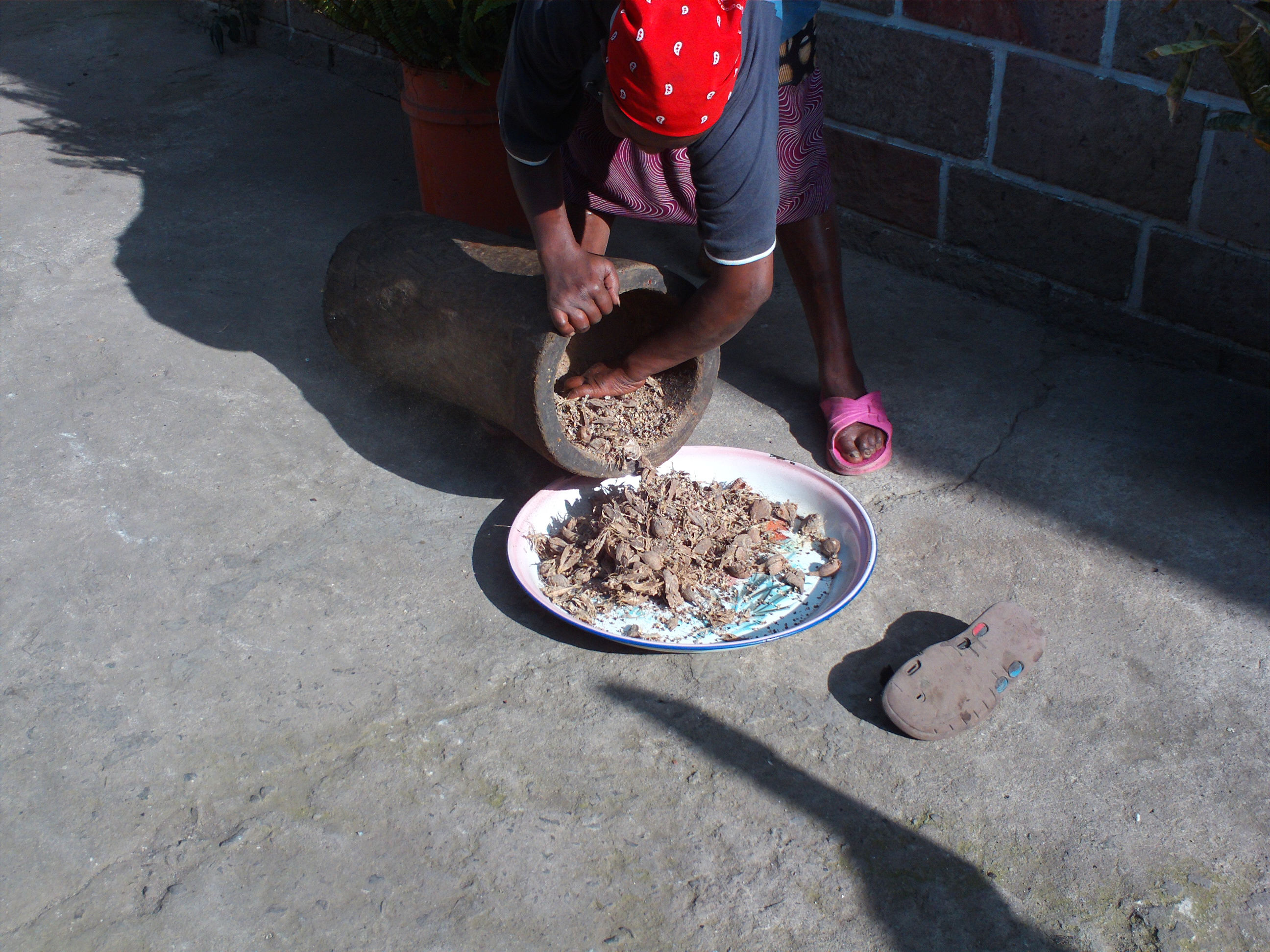
Los frutos de Kororima ya han sido pulverizados para poder extraer las semillas.